# Mamadou Sakho
Mamadou Sakho (Paris, 13 de fevereiro de 1990) é um futebolista francês que atua como zagueiro. Atualmente joga pelo Torpedo Kutaisi.

## Clubes

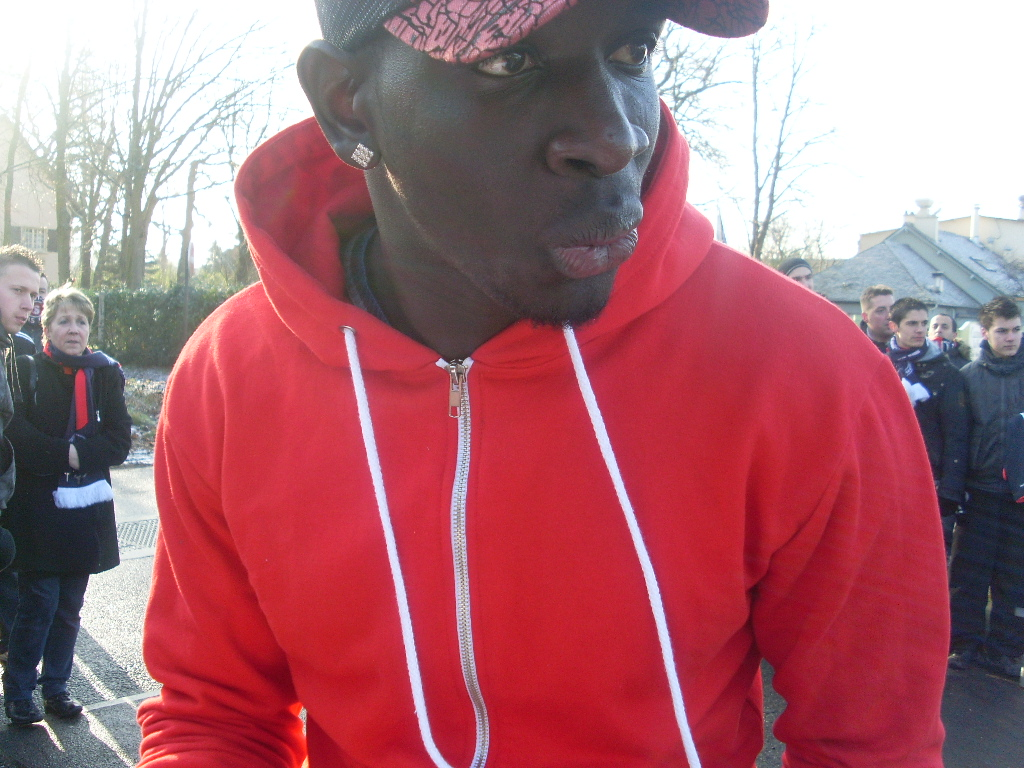
Foto do futebolista Mamadou Sakho.

### Paris Saint-Germain
Sua primeira partida pela Ligue 1 ocorreu no dia 26 de outubro de 2007, em um empate sem gols contra o Valenciennes. Nesse jogo, ele recebeu a braçadeira de capitão do técnico Paul Le Guen, tornando-se o capitão mais novo do clube e da Ligue 1 na história, com 17 anos e 8 meses. Em 28 de março de 2008, Sakho ganha seu primeiro troféu como profissional, a Copa da Liga Francesa, em uma final disputada contra o RC Lens, tendo uma vitória pelo placar de 2-1. 

### Liverpool
O Liverpool o contratou em setembro de 2013.

### Crystal Palace
No última dia da janela de transferências da Europa, Sakho foi emprestado ao Crystal Palace.

## Títulos
Paris Saint-Germain
- Ligue 1: 2012–13
- Copa da França: 2009–10
- Copa da Liga Francesa: 2007–08
- Supercopa da França: 2013

### Campanhas em destaque
Liverpool
- Copa da Liga Inglesa: 2015–16 (vice-campeão)
- Liga Europa da UEFA: 2015–16 (vice-campeão)

### Prêmios individuais
- Equipe ideal da Ligue 1: 2010–11
- Jogador Jovem do Ano da Ligue 1: 2010–11

"*Melhor Zagueiro do Mundo: 2010–11